# Dniówka gruboogonowa

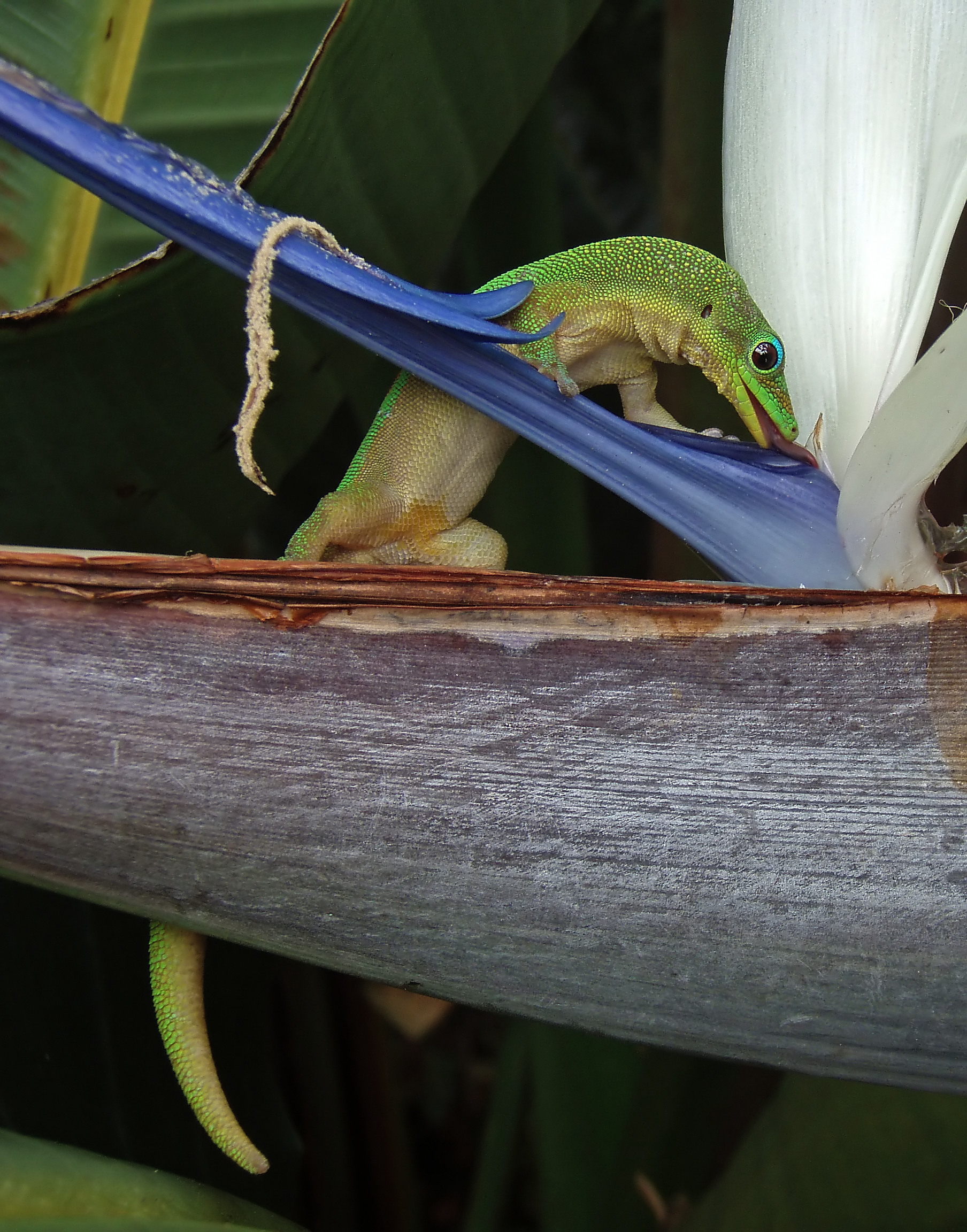
Phelsuma laticauda zlizująca nektar z kwiatu sterlicji (Strelitzia nicolai) nazywanego „białym rajskim ptakiem”

Dniówka gruboogonowa, felsuma gruboogonowa, felsuma złocista (Phelsuma laticauda) – gatunek jaskrawozielonej jaszczurki prowadzącej dzienny tryb życia, należącej do rodziny gekonowatych (Gekkonidae). Została opisana przez Oskara Boettgera w 1880 roku pod nazwą Pachydactylus laticauda. Zamieszkuje w ciepłych i wilgotnych lasach na północy Madagaskaru i na Komorach. Zazwyczaj żyje pojedynczo na drzewach, często w pobliżu siedzib ludzkich, żywiąc się owadami i nektarem.

## Opis
Felsuma gruboogonowa należy do mniejszych felsum, maksymalna długość, jaką może osiągnąć, wynosi około 13 cm. Ciało jest koloru jasnozielonego lub żółtawozielonego, czasami zdarzają się osobniki niebieskie. Charakterystyczną cechą tego gatunku są drobniutkie, żółtawe (złote) plamki na karku i górnej części ogona, które sprawiają, że jaszczurka wygląda jak posypana złotym pyłem. Poza tym jaszczurki mają po trzy dobrze widoczne łatki w kolorze rdzy na pysku oraz w okolicy czoła. Górna część odnóży oraz górne powieki są niebieskie. Na dole grzbietu znajdują się trzy podłużne, czerwone pasy.
Felsumy gruboogonowe, podobnie jak większość gekonów, mają skórne blaszki na spodniej części łap. Blaszki te oddziałują z podłożem za pomocą sił van der Waalsa, a w związku z ich relatywnie dużą powierzchnią całkowitą, suma tych oddziaływań jest na tyle silna, że felsuma złocista może chodzić po szkle nawet do góry nogami.

## Zasięg występowania
Felsumy gruboogonowe zamieszkują w północnej części Madagaskaru. Można je również znaleźć na wyspach Nosy Be, Komory i Reunion. Gatunek ten został wprowadzony na Seszelach, ponadto odnalezione zostały na Hawajach, po obu stronach Oʻahu oraz na wyspach Hawaiʻi i Maui.

## Dieta
Felsuma gruboogonowa żywi się różnymi owadami i bezkręgowcami, zdolna jest także do zjadania innych mniejszych jaszczurek. W ich diecie znajdują się także miękkie, słodkie owoce oraz pyłek i nektar z kwiatów.

## Zachowanie
Samce tego gatunku są dość agresywne. Nie akceptują innych samców w sąsiedztwie, a w niewoli mogą przejawiać wrogie nastawienie również wobec samic i je poważnie poranić. W przypadku, gdy samiec wykazuje agresywne zachowanie, samica musi zostać oddzielona.

## Rozmnażanie
Samice składają do dziesięciu jaj, ale nie więcej niż dwa naraz. Młode wykluwają się w temperaturze 28 °C po około 40–45 dniach. Po wykluciu mała felsuma gruboogonowa ma 55–60 mm. Za względu na to, że nawet młode osobniki są dość agresywne wobec siebie, powinny być rozdzielone. Dojrzałość płciową osiągają po 10–12 miesiącach.

## Hodowla w niewoli
Zwierzęta powinny być trzymane pojedynczo lub w parach w dużym, dobrze obsadzonym terrarium. W ciągu dnia temperatura powinna wynosić około 28 °C, nocą – ok. 20 °C. Wilgotność powietrza powinna być utrzymywana pomiędzy 65 i 75%. W niewoli felsuma złocista może być karmiona świerszczami, larwami, czerwiami, robakami i muchami.